# Ticvaniu Mare

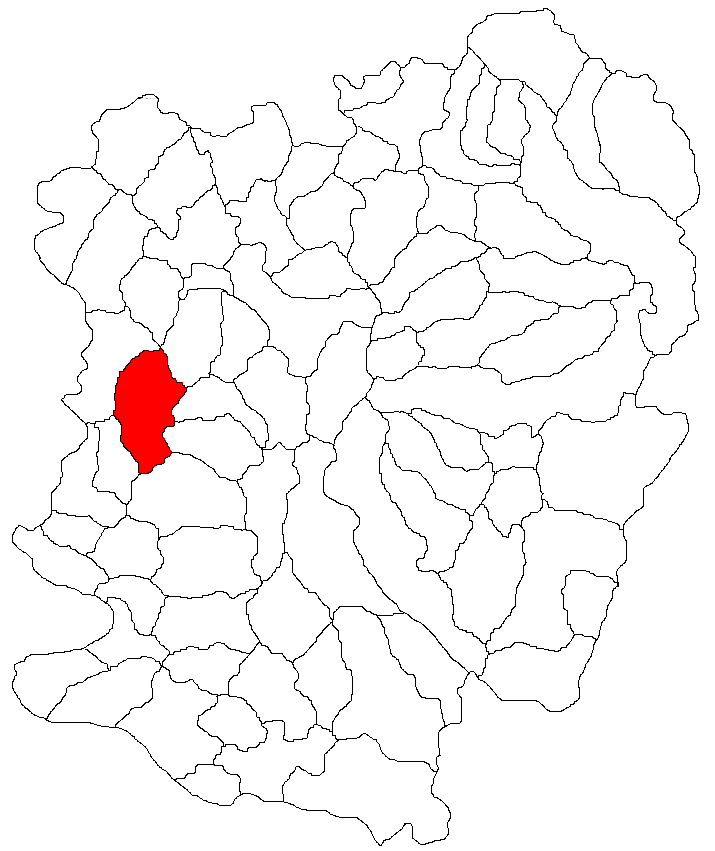
Lage der Gemeinde Ticvaniu Mare im Kreis Caraș-Severin

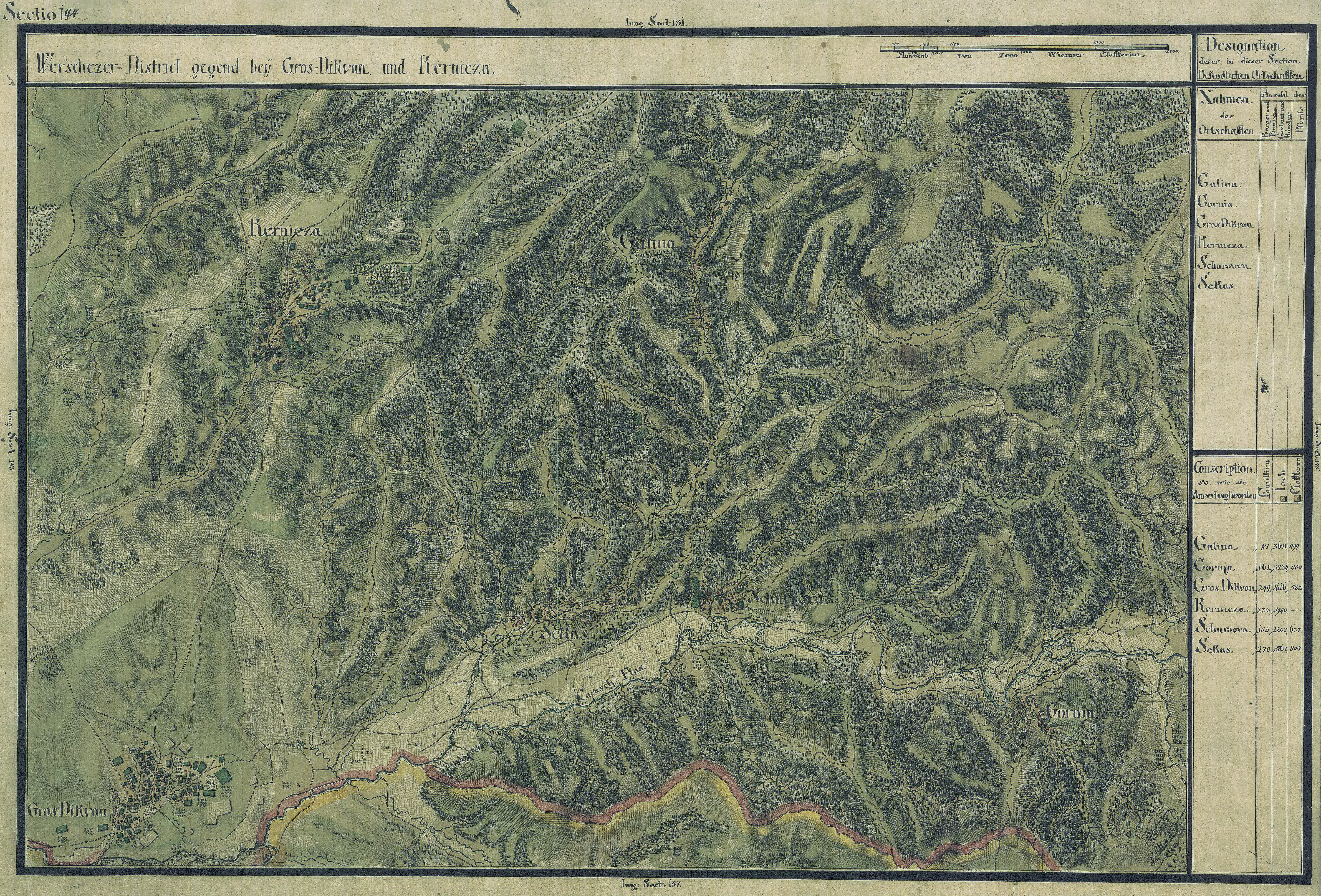
Ticvaniu Mare auf der Josephinischen Landnahme

Ticvaniu Mare (deutsch Großtikvan, ungarisch Nagytikvány) ist eine Gemeinde im Kreis Caraș-Severin in der Region Banat in Rumänien. Zur Gemeinde Ticvaniu Mare gehören auch die Dörfer Cârnecea, Secășeni und Ticvaniu Mic.

## Geografische Lage
Ticvaniu Mare liegt im Osten des Kreises Caraș-Severin, 16 km nordwestlich von Oravița, an der Kreisstraße DJ581 Grădinari-Reșița.

## Nachbarorte
| Comorâște | Cărnecea                                    | Secășeni |
| Grădinari | Kompassrose, die auf Nachbargemeinden zeigt | Jitin    |
| Vărădia   | Ticvaniu Mic                                | Agadici  |

## Geschichte
Im Laufe der Jahrhunderte tauchte der Ortsname unter verschiedenen Schreibweisen auf: 1437 Tygvan, 1690–1700 Tikván, 1799 Nagy-Tikván, 1808 Tikván, Tikvánul mare, 1851 Nagy-Tikván, 1913 Nagytikvány, 1919 Ticvaniul-mare.
Eine erste urkundliche Erwähnung des Namens Tygwan stammt aus dem Jahr 1437. 1555 wurde das Prädium Thykwo in den Zeitdokumenten verzeichnet. Der Gelehrte Luigi Ferdinando Marsigli erwähnte in seinen Aufzeichnungen von 1690–1700 die Ortschaft Tikvan, die zum Distrikt Werschetz gehörte.
Auf der Josephinischen Landaufnahme von 1717 ist der Ort Dikvan  im Distrikt Werschetz mit 122 Häusern eingetragen. Nach dem Frieden von Passarowitz (1718) war die Ortschaft Teil der Habsburger Krondomäne Temescher Banat. Auf der Mercy-Karte von 1723 ist der Ort Groß-Dikvan bewohnt, gleichzeitig erscheint erstmals die Bezeichnung Mali-Dikvan (Ticvaniu Mic, Klein-Tikvan).
Der Vertrag von Trianon am 4. Juni 1920 hatte die Dreiteilung des Banats zur Folge, wodurch Ticvaniu Mare an das Königreich Rumänien fiel.

## Bevölkerungsentwicklung
| 1880 | 6157 | 6047 | 8  | 71  | 31               |
| 1910 | 5684 | 5413 | 38 | 129 | 104              |
| 1930 | 4876 | 4625 | 24 | 106 | 121              |
| 1977 | 2456 | 2183 | 3  | 12  | 258              |
| 2002 | 1951 | 1352 | 9  | 11  | 579              |
| 2011 | 1984 | 1229 | 3  | 6   | 643 (103 andere) |
| 2021 | 1844 | 941  | 2  | -   | 746 (155 andere) |